# ولیکا کوسترونیتسا
ولیکا کوسترونیتسا (اسلوونیایی: Velika Kostrevnica) یک زیستگاه انسانی در اسلوونی است که در Lower Carniola واقع شده‌است.

## خصوصیات
ولیکا کوسترونیتسا ۰٫۸۱ کیلومترمربع مساحت و ۱۹۵ نفر جمعیت دارد و ۳۰۶٫۴ متر بالاتر از سطح دریا واقع شده‌است.